# Matt mjölbagge
Matt mjölbagge (Tenebrio opacus) är en skalbaggsart som beskrevs av Caspar Erasmus Duftschmid 1812. Matt mjölbagge ingår i släktet Tenebrio, och familjen svartbaggar. Enligt den svenska rödlistan är arten sårbar i Sverige. Arten förekommer i Götaland, Öland och Svealand. Arten lever i gamla ihåliga ekar. Larverna lever i mulm. I mulmen lever också de fullbildade skalbaggarna. På sommarnätter kan man dock se fullbildade skalbaggarna i och kring håligheterna. Man se dem framför allt i mycket grova fortfarande levande ekar med stora håligheter nära marken.